# لورا (صاروخ)
صاروخ لورا(بالإنجليزية: LORA)‏ وهي اختصاراً للأحرف الأولى من الكلمة الإنجليزية LORA-Long Range Artillery Messily صاروخ أرض - أرض من صناعة إسرائيل وتم تطويره في مصنع «مابات» للصناعات الجوية الإسرائيلية، وهو صاروخ بعيد المدى قادر على ضرب أهداف إستراتيجيه في أعماق أراضي العدو، وبحد أقصى يبلغ طوله حوالي 10أمتار تقريباً. ويمكنه حمل رؤوس حربية من 400 إلى 600 كيلوجرام، وفقاً لغاية الاستخدام. وأزيح الستار عن وجود الصاروخ في أوائل نوفمبر سنة 2003، عند تجربة إطلاقه بسرية فوق البحر بث بطريق الخطأ على شبكة الأقمار الصناعية الدولية، وتم تسجيلها في جميع أنحاء الشرق الأوسط. جلبت هذه القصة «القناة 10» التلفزيونية. فشلت التجربة نفسها آنذاك، عندما خرج الصاروخ عن نطاق السيطرة وسقط في البحر وكانت التجارب التاليـة ناجحة ثم اجرت تجربه على نطاق اوسع عام 2013 وكانت انجح.